# 59-я стрелковая дивизия
59-я стрелковая дивизия — общевойсковое формирование (соединение, стрелковая дивизия) РККА в составе ВС СССР. Период боевых действий: с 9 августа 1945 года по 3 сентября 1945 года.

## История
Сформирована весной 1936 года на Дальнем Востоке на базе 1-й колхозной дивизии Особого колхозного корпуса (ОКК). Входила в состав 26-го стрелкового корпуса.
22 июня 1941 года дивизия входит в состав 59-го стрелкового корпуса, 1 КА, Дальневосточного фронта (ДВФ) и выполняет задачи по обороне дальневосточных рубежей СССР.
В июне 1945 года дивизия перебрасывается на границу с Маньчжурией, где ей предстояло в составе 26-го стрелкового корпуса (26 ск) 1 КА принимать участие в разгроме Квантунской армии. Прибыв на место, дивизия участвует в стратегических учениях Приморской группы войск.
В час ночи 9 августа 1945 года части дивизии в составе 26 ск под проливным дождём, при непрерывных вспышках грозовых разрядов, перешли границу и двинулись через тайгу на запад, на Мулин. Находясь в ударной группировке корпуса, дивизия преодолела примерно половину своих таёжных маршрутов и вышла сначала авангардами, а затем и главными силами к реке Шитоухэ на 16-километровом фронте.
16 сентября 1945 года дивизия участвовала в Параде Победы в Харбине в часть победы над империалистической Японией.

### После войны
По окончании Второй мировой войны, в период 1945—1946 гг. преобразована во 2-ю механизированную дивизию, которая в период 1956—1957 гг. преобразована в 148-ю мотострелковую дивизию, а в 1958 г. расформирована. Преемники 59-й стрелковой дивизии также дислоцировались на Дальнем Востоке.

## Полное наименование
59-я стрелковая Краснознамённая дивизия

## Состав
- управление
- 5-й стрелковый полк
- 99-й стрелковый полк
- 124-й стрелковый полк
- 37-й артиллерийский полк
- 45-й гаубичный артиллерийский полк (до 01.1942)
- 101-й отдельный истребительно-противотанковый дивизион
- 456-й отдельный самоходный артиллерийский дивизион
- 45-я отдельная разведывательная рота
- 35-й отдельный сапёрный батальон
- 8-й отдельный батальон связи
- 17-й медико-санитарный батальон
- 49-я отдельная рота химзащиты
- 352-я автотранспортная рота
- 28-я полевая хлебопекарня
- 27-й подвижный полевой госпиталь
- 211-й дивизионный ветеринарный лазарет
- 50-й дивизионная авторемонтная мастерская
- 397-я полевая почтовая станция
- 241-я полевая касса госбанка

## Командование

### Командиры
- Н. П. Анисимов (08.08.1937 — 06.1938) полковник.[3]
- В. А. Глазунов (01.07.1939 — 30.06.1941) комбриг, с 04.06.1940 генерал-майор.
- А. Р. Гнечко (01.07.1941 — 31.01.1942) полковник, с 08.12.1941 генерал-майор.
- И. З. Пашков (01.01.1942 — 30.06.1943) полковник, с 07.12.1942 генерал-майор.
- Ф. И. Суин (01.06.1943 — 31.05.1944) полковник.
- М. С. Батраков (01.05.1944 — ??.05.1947) полковник, с 20.04.1945 генерал-майор[1].

### Заместители командира
- Крымский, Николай Алексеевич (16.09.1946 — ??.05.1947), полковник

## Награды
- 19 сентября 1945 года —  Орден Красного Знамени- награждена указом Президиума Верховного Совета СССР от 19 сентября 1945 года за образцовое выполнение заданий командования в боях против японских войск на Дальнем Востоке при форсировании реки Уссури, прорыве Хутоуского, Мишаньского, Пограничненского и Дуннинского укреплённых районов, овладении городами Мишань, Гирин, Яньцзи, Харбин  и проявленные при этом доблесть и мужество.[4]